# Шантав петък (филм, 2003)
Вижте пояснителната страница за други значения на Шантав петък.
„Шантав петък“ (на английски: Freaky Friday) е американски филм от 2003 година, базиран на едноименния роман на Мери Роджърс.
Това е третата филмова адаптация на Дисни по романа след филма от 1976 г., с участието на Барбара Харис и Джоди Фостър, и тв филма от 1995 г., с участието на Шели Лонг и Габи Хофман. Четвърта екранизация е пусната през 2018 г.

## Сюжет
Къртис е д-р Тес Коулман - вдовица, майка и психоложка, която е в постоянен конфликт с 15-годишната си дъщеря Ана (чудесната пораснала Линдзи Лоън във втория си филм след „Капан за родители“). Тес се заяжда с Ана, защото момичето свири в дамска рок банда, Ана пък не приема годеника на майка си Райън. С помощта на малко магия, двете си разменят телата. Разбира се, това предизвиква поредица от комични недоразумения, докато най-накрая и двете започват да изпитват истинско уважение към гледната точка на другата.

## Актьорски състав
| Актьор            | Роля              |
| ----------------- | ----------------- |
| Джейми Лий Къртис | Тес / Ана Коулман |
| Линдзи Лоън       | Ана / Тес Коулман |
| Марк Хармън       | Райън             |
| Харолд Гулд       | дядо Алън         |
| Чад Майкъл Мъри   | Джейк             |
| Стивън Тоболовски | г-н Бейтс         |
| Райън Малгарини   | Гари Коулман      |

## Награди и номинации
| Награда       | Категория                               | Номиниран(и)             | Резултат  |
| ------------- | --------------------------------------- | ------------------------ | --------- |
| Златен глобус | Най-добра актриса в мюзикъл или комедия | Джейми Лий Къртис        | номинация |
| Сателит       | Най-добра актриса в мюзикъл или комедия | Джейми Лий Къртис        | номинация |
| Сатурн        | Най-добър фентъзи филм                  | Най-добър фентъзи филм   | номинация |
| Сатурн        | Най-добра актриса                       | Джейми Лий Къртис        | номинация |
| Сатурн        | Най-добър млад актьор                   | Линдзи Лоън              | номинация |
| Сатурн        | Най-добър сценарий                      | Хедър Хеч и Лесли Диксън | номинация |

## „Шантав петък“ в България
На 25 декември 2009 г. Нова телевизия излъчи филма с български дублаж за телевизията. Дублажът е от Арс Диджитал Студио. Екипът се състои от:
| Пост                 | Име                                                                       |
| -------------------- | ------------------------------------------------------------------------- |
| Преводач             | Габриела Георгиева                                                        |
| Озвучаващи артисти   | Ани Василева Ася Братанова Вилма Карталска Николай Николов Радослав Рачев |
| Режисьор на дублажа  | Екатерина Късметлийска                                                    |
| Техническа обрабтока | Арс Диджитал Студио                                                       |
| Тонрежисьор          | Михаил Михайлов                                                           |